# Alon Schuster
Alon Natan Schuster (hebreiska: אַלּוֹן נָתָן שׁוּסְטֶר), född 2 mars 1957, är en israelisk politiker. Han var borgmästare i Sha'ar HaNegevs regionråd mellan 2002 och 2018 samt jordbruksminister från 2020 till 2021. Sedan 2021 är han försvarsminister.

## Biografi

### Uppväxt
Schuster föddes i den israeliska kibbutzen Mefalsim. Hans far hade invandrat från Tyskland och hans mor från Argentina. Han genomgick obligatorisk militärtjänst Israels försvarsmakt i Nahal-brigaden.
1981 förlorade Schuster synen i ena ögat efter att ha blivit skadad under förberedelser till Libanonkriget 1982. Efter kriget studerade han på Ben-Gurions universitet i Negev och tog en kandidatexamen i matematik och datavetenskap. Schuster arbetade sedan på Sha'ar HaNegev Utbildningscenter som lärare och biträdande rektor. 

### Politisk karriär
1998 ställde Schuster upp i Sha'ar HaNegevs borgmästarval men blev slagen av Shai Hermesh. I mars 2002 valdes han dock till Hermeshs efterträdare.
Som medlem i Israeliska arbetarpartiet stod han på 105:e plats på Sionistunionens vallista inför valet till Knesset 2015.
Inför valet i april 2019 gick han med i det nya partiet Styrka för Israel. Då partiet blev en del av den blåvita alliansen ställdes han på plats 27 på koalitionens gemensamma lista, och valdes därefter in i Knesset då alliansen vann 35 platser i valet. Han blev omvald i september 2019 och 2020. I maj 2020 utsågs han till jordbruksminister i den nya regeringen. 
Schuster blev omvald till Knesset i mars 2021. Han är för närvarande försvarsminister.

## Privatliv
Schuster är gift med Lizzie och har fyra barn. Han är ett fan av fotbollsklubben Hapoel Tel Aviv. 